# 丸柏百貨店
丸柏百貨店（まるかしひゃっかてん）は、1938年（昭和13年）から1979年（昭和54年）8月まで福岡県北九州市若松区本町3丁目にあった日本の百貨店である。

## 歴史・概要
1889年（明治22年）に丸柏呉服店として創業したのが始まりである。
1910年（明治43年）に本城太物店と改称した後、1938年（昭和13年）に丸柏百貨店として百貨店化した。
筑豊炭鉱の石炭を関西や瀬戸内の需要地に積み出す港町として栄えた若松市（現在の北九州市若松区）の中心市街地、本町3丁目の中川通りと本町通の交差点角に位置して商店街の中核として営業し、炭鉱会社や船舶会社などの関係者達の需要を背景に順調に業績を伸ばし、屋上遊園地は他の百貨店と同様に子供達に親しまれていた。
また、石炭の輸送拠点として栄えた若松を象徴する貨物輸送の市電が走る中川通りに面していたため、かつては目の前の大通りを貨物電車が通り抜ける珍しい百貨店でもあった。
その後エネルギーの石油への転換や輸入炭の流入に伴って筑豊炭鉱の壊滅の影響を受けて若松の商業機能が衰えた影響で業績が低迷し、1979年（昭和54年）8月に小倉に本拠を置く井筒屋に営業を譲渡して閉店し、丸柏百貨店としての歴史に終止符を打った。
そして、井筒屋が1979年（昭和54年）10月に若松井筒屋として百貨店を開いて営業を引継いだものの、小倉北区への商業機能の集中化などによる影響も受けて地元若松区以外の集客が困難な地域性もあり、1995年（平成7年）に閉店に追い込まれて完全に消滅した。
その後、跡地は更地化されていたが、2007年（平成19年）8月23日にホテルルートイン北九州若松駅東が開業している。
跡地には丸柏百貨店跡の碑が建てられ、往時をしのんでいる。